# Liga menor de beisebol

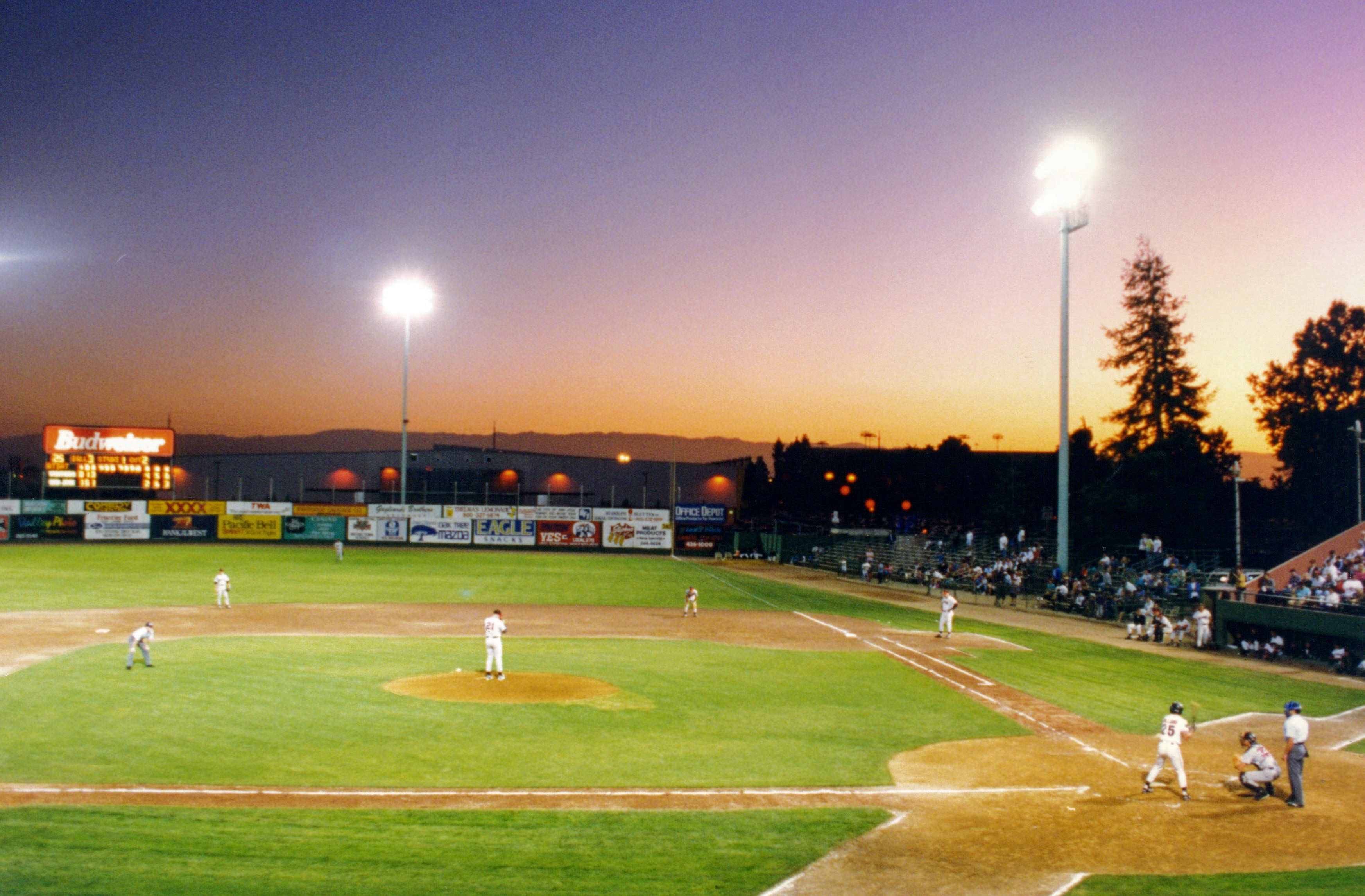
Jogo Classe A-Avançado, California League em San Jose, Califórnia, 1994

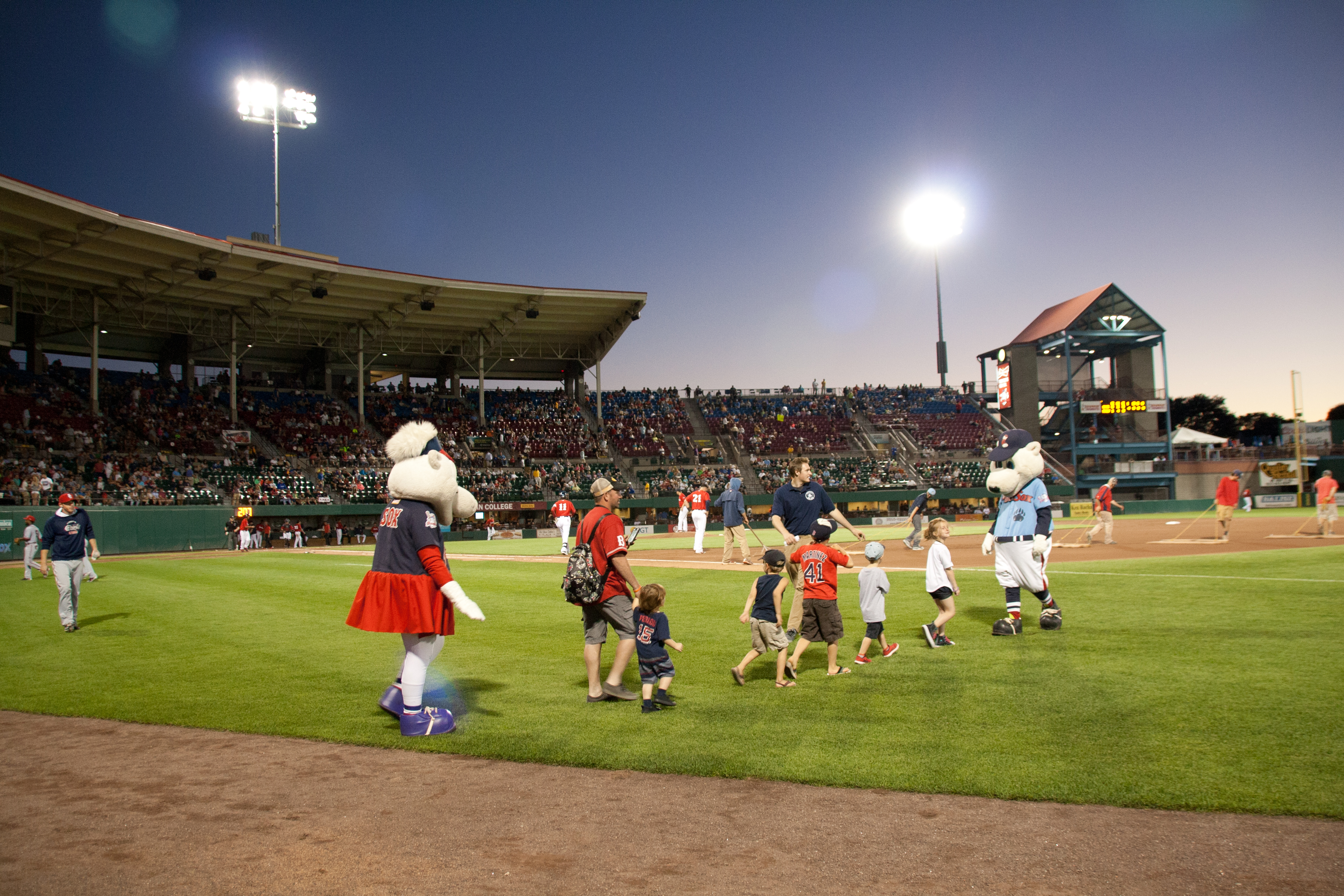
Mascotes em um jogo Tripla-A em Pawtucket, Rhode Island, 2016

Liga menor de beisebol (em inglês: Minor League Baseball) é uma hierarquia das ligas de beisebol profissional das Américas, que competem em níveis inferiores aos daquele da Major League Baseball (MLB) e dá oportunidades para o desenvolvimento de jogadores e os prepara para as grandes ligas. Todas as ligas menores são exploradas por empresas independentes. A maioria é membro da organização tutelar conhecida como Minor League Baseball (MiLB), que opera sob a direção do Comissário de Beisebol no âmbito do baseball organizado. Várias ligas, conhecidas como ligas independentes, não têm qualquer ligação oficial com a Major League Baseball.
Exceto a Liga mexicana, as equipes das ligas organizadas menores são geralmente independentemente controladas e operadas, mas estão diretamente afiliadas a uma equipe da liga principal através de um padronizado Player Development Contract (PDC). Essas ligas também ganham apelidos de "clube escola", ou "clube fazenda" por causa de uma piada feita por jogadores da liga principal na década de 1930, quando o gerente-geral dos St. Louis Cardinals, Branch Rickey, formalizou o sistema, e as equipes em pequenas cidades foram "colhendo jogadores nas fazendas como o milho".
As equipes da Liga principal e das menores poderão celebrar um contrato (PDC) por um período de dois ou quatro anos. Terminado o período, as equipes podem renovar suas afiliações, ou assinar um novo PDC com clubes diferentes, embora muitos relacionamentos sejam renovados e perdurem por longos períodos de tempo. Por exemplo, os Omaha Storm Chasers (anteriormente, Omaha Royals e Omaha Golden Spikes) são afiliados Triplo-A do Kansas City Royals desde quando os Royals se associaram à Liga americana em 1969, contudo, os Columbus Clippers mudaram as afiliações, depois de estarem associados aos New York Yankees desde 1979, passaram para os Washington Nationals em 2007 e estão agora afiliados aos Cleveland Indians desde 2009.
Algumas equipes das ligas menores pertencem diretamente a um clube da liga principal, como os Springfield Cardinals, pertencentes ao St. Louis Cardinals, e todos os afiliados dos Atlanta Braves, exceto o Florida Fire Frogs. As equipes das ligas menores, que pertencem diretamente ao clube da liga principal não têm PDCs uns com os outros e não fazem parte das refiliações mistas que ocorrem a cada dois anos.
Atualmente, dezenove ligas afiliadas menores de beisebol operam com 244 clubes membros em grandes, médias e pequenas cidades, assim como nos subúrbios das grandes cidades, em todo os Estados Unidos, Canadá, México e República Dominicana. Várias ligas mais independentes atuam nos Estados Unidos e no Canadá.

## Ligas
- Tripla-A: International League • Pacific Coast League • Liga mexicana
- Dupla-A: Eastern League • Southern League • Texas League
- Classe A Avançada (Forte): California League • Carolina League • Florida State League
- Classe A (Média): Midwest League • South Atlantic League
- Classe A curta temporada: New York - Penn League • Northwest League
- Rookie: Arizona League • Dominican Summer League • Gulf Coast League